# Mohamed Hany
Mohamed Hany (ar. محمد هاني الدمرداش; ur. 25 stycznia 1996 w Kairze) – egipski piłkarz, występujący na pozycji obrońcy w egipskim klubie Al-Ahly Kair oraz w reprezentacji Egiptu. Uczestnik Pucharu Narodów Afryki 2023.

## Statystyki

### Klubowe
Na podstawie:
| Klub         | Sezonów | Liga                        | Liga  | Liga   | Puchar krajowy | Puchar krajowy | Kontynentalne | Kontynentalne | Suma  | Suma   |
| Klub         | Sezonów | Liga                        | Mecze | Bramki | Mecze          | Bramki         | Mecze         | Bramki        | Mecze | Bramki |
| ------------ | ------- | --------------------------- | ----- | ------ | -------------- | -------------- | ------------- | ------------- | ----- | ------ |
| Al-Ahly Kair | 10      | Ad-Dauri al-Misri al-Mumtaz | 182   | 4      | 32             | 0              | 90            | 1             | 304   | 5      |
|              | Łącznie | Łącznie                     | 182   | 4      | 32             | 0              | 90            | 1             | 304   | 5      |

### Reprezentacyjne
Na podstawie:
| Mecze i gole w reprezentacji podczas Pucharu Narodów Afryki 2023 | Mecze i gole w reprezentacji podczas Pucharu Narodów Afryki 2023 | Mecze i gole w reprezentacji podczas Pucharu Narodów Afryki 2023 | Mecze i gole w reprezentacji podczas Pucharu Narodów Afryki 2023 | Mecze i gole w reprezentacji podczas Pucharu Narodów Afryki 2023 | Mecze i gole w reprezentacji podczas Pucharu Narodów Afryki 2023 | Mecze i gole w reprezentacji podczas Pucharu Narodów Afryki 2023 | Mecze i gole w reprezentacji podczas Pucharu Narodów Afryki 2023 |
| Lp.                                                              | Data                                                             | Miasto                                                           | Przeciwnik                                                       | Wynik                                                            | Gole                                                             | Inne                                                             | Faza rozgrywek                                                   |
| ---------------------------------------------------------------- | ---------------------------------------------------------------- | ---------------------------------------------------------------- | ---------------------------------------------------------------- | ---------------------------------------------------------------- | ---------------------------------------------------------------- | ---------------------------------------------------------------- | ---------------------------------------------------------------- |
| 1.                                                               | 14.01.2024                                                       | Abidżan                                                          | Mozambik                                                         | 2:2 (1:0)                                                        |                                                                  |                                                                  | Faza grupowa                                                     |
| 2.                                                               | 22.01.2024                                                       | Abidżan                                                          | Republika Zielonego Przylądka                                    | 2:2 (0:1)                                                        |                                                                  |                                                                  | Faza grupowa                                                     |
| 4.                                                               | 28.01.2024                                                       | San Pédro                                                        | Demokratyczna Republika Konga                                    | 1:1 (k. 7:8)                                                     |                                                                  |                                                                  | 1/8 finału                                                       |

## Sukcesy
Na podstawie:

### Klubowe
- Liga Mistrzów CAF 2019/20, 2020/21, 2022/23
- Superpuchar CAF 2020/21
- Mistrz Egiptu 2015/16, 2016/17, 2017/18, 2018/19, 2019/20, 2022/23
- Puchar Egiptu 2016/17, 2019/20, 2021/22
- Superpuchar Egiptu 2018/19, 2022/23, 2023/24